# Chai Shao
Chai Shao (chinois simplifié : 柴绍 ; chinois traditionnel : 柴紹 ; pinyin : Chái Shào), nom de cour, Sichang (chinois : 嗣昌 ; pinyin : sìchāng), appelé à titre posthume, 'Duc Xiang de Qiao (chinois simplifié : 谯襄公 ; chinois traditionnel : 譙襄公 ; pinyin : qiáo xiāng gōng), né en 588, et décédé en 638 est un général chinois qui sert sous les empereurs Gaozu et Taizong, au début de la dynastie Tang. Il épouse la princesse Zhao de Pingyang.